# Dilophus conspicuus
Dilophus conspicuus är en tvåvingeart som beskrevs av Hardy 1982. Dilophus conspicuus ingår i släktet Dilophus och familjen hårmyggor. Inga underarter finns listade i Catalogue of Life.